# 宮崎県立みやざき中央支援学校
宮崎県立みやざき中央支援学校（みやざきけんりつ みやざきちゅうおうしえんがっこう）は、宮崎県宮崎市大字島之内（宮崎市北部）にある県立特別支援学校。知的障がい児と知的障がいのある肢体不自由児を対象としている。

## 概要
歴史
1971年（昭和46年）に「宮崎県立宮崎養護学校」として創立。現在の校名に変更となったのは2008年（平成20年）。2021年（令和3年）に創立50周年を迎えた。
設置学部
- 小学部
- 中学部
- 高等部

校訓
「笑顔いっぱい・力いっぱい・夢いっぱい」- 2010年（平成22年）に制定。
校章
開校年の1971年（昭和46年）に制定。ハマユウの花弁と太陽を組み合わせたものを背景にして中央に「宮」の文字を置いている。図案は猪野靖彦（リデザインは長友理一郎）による。
校歌
現校歌は2008年（平成20年）に制定。作詞は池澤美貴子、作曲は佐藤桂子による。歌詞は2番まであり、校名は歌詞中に登場しない。旧校歌は1972年（昭和47年）に制定。作詞は真早流直義、作曲は今村和子によるものだった。

## 沿革
- 1971年（昭和46年）
  - 1月16日 - 宮崎県教育委員会事務局に宮崎県立宮崎養護学校開設準備室が設置される。
  - 3月31日 - 管理棟・校舎棟・寄宿舎棟（第一次工事）が完成。
  - 4月1日 - 「宮崎県立宮崎養護学校」が開設される。小学部・中学部を設置。初代校長に加藤信行が就任。
  - 4月15日 - 開校式・第1回入学式を挙行。
  - 10月1日 - 校章が制定される。
- 1972年（昭和47年）10月15日 - 校歌（旧校歌）が制定される。
- 1973年（昭和48年）4月11日 - 高等部を設置。
- 1974年（昭和49年）12月5日 - プールが完成。
- 1979年（昭和54年）4月1日 - 養護学校教育が義務制となる。小学部・中学部に訪問教育学級が設置される。
- 1980年（昭和55年）9月8日 - 国立療養所宮崎病院内に訪問教育学級が開設される。
- 1981年（昭和56年）3月31日 - 創立10周年を記念して果樹園（みかん）が完成。
- 1988年（昭和63年）4月1日 - 訪問教育学級が宮崎県立児湯養護学校に移管される。
- 1994年（平成6年）
  - 4月1日 - 重複学級が設置される。
  - 4月10日 - 家庭教育学級が設置される。
- 1998年（平成10年）4月13日 - 高等部に訪問教育学級が設置される。スクールバスの試行運転を開始。
- 2004年（平成16年）11月10日 - 新管理棟が完成。
- 2006年（平成18年）3月31日 - パソコン室が設置される。
- 2008年（平成20年）
  - 4月1日 - 校名が「宮崎県立みやざき中央支援学校」（現校名）に改称される。
  - 11月1日 - 校歌（現校歌）が制定される。
- 2010年（平成22年）10月30日 - 校訓が制定される。
- 2013年（平成25年）4月1日 - 訪問教育学級が宮崎県立児湯るぴなす支援学校に移管される[2]。

## 交通
最寄りのJR駅
- JR九州 日豊本線 「日向住吉駅」

最寄りのバス停
- 宮崎交通 「住吉駅前」バス停で下車。

最寄りの幹線道路
- 国道10号「日向住吉駅入口」交差点

## 周辺
- 宮崎県立明星視覚支援学校
- エビハラ自動車教習所
- JA宮崎中央住吉支店
- 宮崎大学農学部附属フィールド科学教育センター住吉フィールド（牧場）

- 石崎川